# Яблучне (Охтирський район)
Я́блучне — село в Україні, у Кириківській селищній громаді Охтирського району Сумської області. Площа — 56,4 км². Населення становить 1135 осіб. Колишній орган місцевого самоврядування — Яблучненська сільська рада, до якої також належали села Веселе та Майське.

## Географія
Село Яблучне розташоване на лівому березі річки Рябинка, вище за течією на відстані 1.5 км розташоване село Майське, нижче за течією на відстані 1.5 км розташоване село Рябина. За 30 км смт Велика Писарівка.
Річка у цьому місці звивиста, утворює лимани та заболочені озера.
Поруч пролягає залізниця, станція Спицин.

## Історія
Перша відома з документів згадка про Яблучне припадає на 1699 рік. Яблучне під цим роком згадується не як село, а тільки хутір, який отримав свою назву.
У 1705 році хутір одержує велике поповнення населення внаслідок переселенців з якогось іншого місця. У 1705 році в Яблучному було побудовано першу церкву. Жителі села брали участь в бойових діях проти шведської армії Карла ХІІ. У період франко-російської війни 1812 року багато яблучан не повернулося додому віддавши своє життя на полях жорстоких битв.
Селяни Яблучного частково, в перший період, уникнули кріпацької кабали. Вони належали до категорії так званих державних селян і вважалися особисто незалежними. Але життя їх було важким. Селян обкладали важкими грошовими податками та різними повинностями. Культура хліборобства перебувала в примітивному стані, з правічними сохами та дерев'яними боронами. До цього приєдналися часті неврожаї. Тільки з 1756 року по 1799 рік неврожаї повторювались 21 раз. Все це неминуче спричинило зубожіння частини селян, до катастрофічного занепаду їх господарств. Не з добра в 1780 році понад 60 яблучан, забравши свої сім'ї, на підводах, запряжених волами, втекли із слободи на «запорізькі дороги».
Серед яблучан були і заможні господарі, які мали багато худоби, сільськогосподарський реманент, брали в оренду землю і користувались найманою силою. Ці господарі ставили млини, будували олійниці, а пізніше в ХХ столітті, відправляли чумацькі валки за сіллю в Крим.
Стан писемності населення красномовно характеризується хоча б тим, що навіть у післяреформений період волосний старшина Яблучного замість власного підпису ставив на паперах саму печатку.
Економічний та культурний розвиток покращився у зв'язку з будівництвом залізниці Люботин-Ворожба-Суми, рух на якій офіційно відкритий 8 січня 1878 року. Біля Яблучного з'явилась залізнична станція Спіцин.
У 1899 році у Яблучному проживало вже понад дві з половиною тисяч осіб. У селі відбувалися щотижневі базари й кілька ярмарків на рік. У заможних селян з'явилися молотарки й інші сільськогосподарські машини, почав працювати паровий млин.
На межі ХХ сторіччя земство побудувало нову типову двокомплектну школу. Тоді ж було відкрито земську дільничну лікарню.
У 1923 році створюється в селі Яблучне комуна імені Боровського. Комуна мала на той час 340 га землі, з тягла — 4 пари волів, 8 коней, 1 жеребця-рисака, паровий млин. У 1928 році комуна одержала 2 трактори Фордзон-Путіловець, спорудили інкубаторську станцію. У 1930 році земельна площа комуни імені Боровського збільшилась до 580 га, відкрилась загальноосвітня початкова школа, взимку працювала політшкола. Навесні 1930 року розпочався в селі примусовий вступ до колгоспів, а восени цього ж року організаційно оформили такі артілі: ім. Молотова, «Червоний боєць», ім. 8 Березня, «Червона зоря», «Соціалістична перебудова», «Ленінський шлях», «Перемога», ім. Ворошилова.
Під час організованого радянською владою Голодомору 1932—1933 років померло щонайменше 263 жителі села.
В 1952 році почався процес об'єднання колгоспів. П'ять артілей об'єдналися в одну артіль ім. Хрущова. Головою обрали М'язя О. О. За роки його головування було споруджено електричну станцію (1954 рік), відкрито нові магазини, цегляний завод. В лісі знаходилися будинки для відпочинку колгоспників. Працював в колгоспі інкубатор, був ситроцех, маслозавод. В селі працювала власна хлібопекарня та теплиця. Було відкрито музичну школу, випускалася газета «Вперед».
В 1974 році школярі розпочали навчання в новій двоповерховій школі.
У квітні 2000 року на базі колишнього колгоспу створено товариство з обмеженою відповідальністю агрофірму «Яблучне».

## Відомі люди
В цьому селі народилися:
- Артеменко Анатолій Миколайович — український військовик, учасник російсько-української війни[2].
- Валентин Бердт — український письменник, журналіст, редактор, видавець.
- Деркач Володимир Федорович — військовий диригент, педагог. Генерал-майор. Лауреат міжнародних конкурсів. Народний артист України.
- Затуливітер Володимир Іванович — відомий український письменник, поет, філософ.
- Наріжний Максим Сергійович (1995—2017) — футболіст ДЮФЛ, солдат Збройних сил України, учасник російсько-української війни.
- Чикатило Андрій Романович — один з найвідоміших радянських серійних вбивць.
- Шевченко Сергій Миколайович — український військовик, учасник російсько-української війни[3].